# Macinec
Macinec är en ort i Kroatien.   Den ligger i länet Međimurje, i den norra delen av landet, 70 km norr om huvudstaden Zagreb. Macinec ligger 175 meter över havet och antalet invånare är 618.
Terrängen runt Macinec är platt. Runt Macinec är det ganska glesbefolkat, med 47 invånare per kvadratkilometer. Närmaste större samhälle är Varaždin, 9,9 km söder om Macinec. Omgivningarna runt Macinec är en mosaik av jordbruksmark och naturlig växtlighet.